# Tula Guerrero
Tula Guerrero är en ort i Mexiko.   Den ligger i kommunen Chilapa de Álvarez och delstaten Guerrero, i den södra delen av landet, 210 km söder om huvudstaden Mexico City. Tula Guerrero ligger 1 607 meter över havet och antalet invånare är 117.
Terrängen runt Tula Guerrero är huvudsakligen kuperad, men söderut är den bergig. Runt Tula Guerrero är det ganska glesbefolkat, med 39 invånare per kvadratkilometer. Närmaste större samhälle är Chilapa de Alvarez, 12,1 km nordväst om Tula Guerrero. I omgivningarna runt Tula Guerrero växer huvudsakligen savannskog.